# Средняя Рудня
Сре́дняя Ру́дня (укр. Середня Рудня) — село на Украине, находится в Овручском районе Житомирской области.
Код КОАТУУ — 1824287006. Население по переписи 2001 года составляет 36 человек. Почтовый индекс — 11100. Телефонный код — 4148. Занимает площадь 0,222 км².

## Адрес местного совета
11121, Житомирская область, Овручский р-н, с.Слобода